# Rio di Ca' Garzoni
Il Rio di Ca' Garzoni si trova in Sestiere di San Marco e, proveniente dal Canal Grande, diventa Rio di Sant'Angelo dopo un paio di curve, all'incrocio del Rio di Ca' Corner.